# Lodewijk Fransen
Lodewijk August Michaël Fransen (Rijkevorsel, 28 december 1896 – Brecht, 2 maart 1956) was een Belgisch arts en politicus.

## Levensloop
Hij was gehuwd met Judia Van Dyck met wie hij één dochter had. Beroepshalve was hij arts en voorzitter van de raad van beheer van de N.V. Steenbakkerijen Peeters en Co.
Hij was burgemeester van Brecht tot 1937.